# Isoetes hewitsonii
Isoetes hewitsonii är en kärlväxtart som beskrevs av Hickey. Isoetes hewitsonii ingår i släktet braxengräs, och familjen Isoetaceae. Inga underarter finns listade i Catalogue of Life.